# Gunther Hatzsch
Eugen Gunther Hatzsch (* 28. April 1941 in Freiberg)  ist ein deutscher Lehrer (Chemie, Biologie) und Politiker (SPD) sowie ehemaliges Mitglied des Sächsischen Landtages.

## Leben
Gunther Hatzsch besuchte die Erweiterte Oberschule (EOS) in Freiberg und machte dort im Jahr 1959 sein Abitur. Von 1959 bis 1963 studierte er an der Universität Leipzig. Danach war Hatzsch als Fachlehrer für Biologie und Chemie tätig. Nach dem Staatsexamen im Jahr 1963 lehrte er ein Jahr lang in Freiberg und danach von 1964 bis Juni 1990 in Leipzig.
Ab Juli 1990 war Gunther Hatzsch Abteilungsleiter für Abitur bei der Bezirksverwaltungsbehörde Leipzig im Ressort Bildung.
Hatzsch ist evangelisch, verheiratet und hat zwei Kinder.

## Politik
Er wurde als einziger SPD-Direktkandidat in seinem Wahlkreis Leipzig 4 in den Landtag von Sachsen gewählt. Dies wurde auch darauf zurückgeführt, dass er keinen PDS-Gegenkandidaten hatte.
Bis 1989 gehörte er keiner politischen Partei an. Als sich die SDP beziehungsweise SPD in Sachsen gründete, entschloss sich Hatzsch im Dezember 1989, ihr beizutreten. Von Oktober 1990 an war er für vier Wahlperioden gewählter Abgeordneter der SPD-Fraktion. In den ersten drei Wahlperioden wurde er über die Landesliste gewählt, in der 4. Wahlperiode über den Wahlkreis 28 (Leipzig 4). Im Landtag war Hatzsch in der 1. bis 3. Wahlperiode Mitglied im Ausschuss für Schule, Jugend und Sport (seit der 3. WP Ausschuss für Schule und Sport) und in der 4. Wahlperiode Mitglied im Ausschuss für Wissenschaft und Hochschule, Kultur und Medien.
Mit zwölf weiteren SPD-Abgeordneten vertrat er die SPD Sachsen in der vierten Legislaturperiode. Ab Januar 1990 war Hatzsch Leiter der Arbeitsgemeinschaft für Sozialdemokraten im Bildungsbereich (AfB) in Leipzig. Im März 1990 war er Mitglied des Bezirksvorstandes Leipzig und im April 1990 Mitglied des Bezirksvorstandes Sachsen-West der SPD. Ab April 1990 war Hatzsch Vorsitzender der AfB. Zwischen Juni 1990 und April 2005 war er Landesvorsitzender der Arbeitsgemeinschaft für Bildung der SPD. Von 1992 bis 1994 und von 1998 bis 2004 war er stellvertretender Vorsitzender des Unterbezirks Leipzig-Borna. Zwischen Mai 1992 und November 2004 war er Mitglied des SPD-Landesvorstandes der Sachsen-SPD. Von 2004 bis 2009 war Gunther Hatzsch 3. Vizepräsident des Sächsischen Landtages. Er war Sprecher für Kultur- und Medienpolitik der SPD-Fraktion im Sächsischen Landtag. Seit 2005 ist er Vorsitzender der Deutschen Gesellschaft e. V. sowie seit 2006 stellvertretender Landesvorsitzender des Volksbundes Deutscher Kriegsgräberfürsorge e. V.
Bei der Landtagswahl 2009 trat Hatzsch nicht mehr als Kandidat an.
Am 26. Mai 2001 wurde ihm von Landtagspräsident Erich Iltgen die Sächsische Verfassungsmedaille verliehen.